# 자쿠미
자쿠미(Zakumi)는 2010년 FIFA 월드컵의 마스코트이다.

## 개요
2008년 9월 22일, 대회 조직위원회는 남아프리카 공화국의 요하네스버그에 대해 2010년에 개최 예정인 2010 FIFA 월드컵의 마스코트로 공개되었다..
춤과 축구를 무척 좋아하는 표범 ‘자쿠미’는 남아공 케이프타운 출신의 디자이너 안드리스 오덴달에 의해 탄생했다. 자쿠미(Zakumi)라는 이름은 국제표준 국가분류코드(ISO 3166-1-Alpha-2code/Zuid Africa)에서 남아공을 뜻하는 ZA와 월드컵이 열리는 연도에서의 ‘10’을 뜻하는 아프리칸스어의 Kumi를 조합한 합성어다. 또, 남아공에 거주하는 부족 코사(Xhosa)의 언어로는 ‘어서 오세요!’라는 의미를 지녔으니 월드컵을 전 세계 축구팬들과 함께 즐기겠다는 뜻을 내포하고 있다.
남아공의 인종차별 철폐를 끌어낸 ‘소웨토 민중봉기일’ 1996년 6월16일을 상징적 생일로 삼고 태어난 마스코트 자쿠미는 인종차별의 벽을 뛰어넘어 전 세계인과 함께하고자 하는, 달라진 남아공과 남아공 국민들의 새로운 의지를 함께 담아내고 있다.
자쿠미는 윌리, 골레오 VI 등 월드컵 역사상 2번이나 마스코트로 등장한 ‘대표 맹수’ 사자를 밀어낸 최초의 표범이다. 축구장의 잔디를 연상시키는 녹색 머리가 인상적인데, 잔디와 같은 색으로 머리를 물들이면 상대 수비수를 따돌릴 수 있다고 믿기 때문이라니 자쿠미의 유쾌한 성격을 엿볼 수 있는 대목이다.
자쿠미의 역할은 흥분으로 가득할 남아공 월드컵의 분위기를 더욱더 고조시키는 것이다. 하지만 마냥 과열되는 것을 지양하기 위해, 월드컵을 통해 만날 전 세계 축구팬들에게 따뜻한 인상을 심어주기 위한 ‘친절대사’로서의 임무도 함께 하고 있다. ‘자쿠미의 경기는 페어플레이’를 공식모토로 삼고 있는데, 이는 FIFA의 페어플레이 정신과 동일한 것으로 지난 2009년 컨페더레이션스컵부터 2010년 남아공 월드컵까지 그 뜻을 이어가고 있다.

## 같이 보기
- 2010년 FIFA 월드컵
- 자블라니